# Maria Tailor
Maria Tailor (Utrecht, 9 september 1983) is een Nederlands model, modeontwerper en mediapersoonlijkheid. Ze werd bekend door haar deelname aan Modemeisjes met een missie en gevolgd door verschillende andere realityprogramma's om uiteindelijk vanaf 2022 onderdeel te zijn van The Real Housewives of Amsterdam.

## Levensloop
Tailor werd geboren in Utrecht. Na de scheiding van haar ouders bleven Tailor en haar broer Stanley Tailor bij hun moeder wonen. Door psychische klachten werd hun moeder meermaals opgenomen in klinieken, hierdoor kwam Tailor door de jaren heen in verschillende pleeggezinnen terecht.
Tailor is opgeleid tot actrice, maar heeft hier uiteindelijk nooit iets mee gedaan.

### Mode
Op jonge leeftijd begon Tailor met modellenwerk. Ze was vooral actief in Amsterdam en Londen.
Samen met Josh Veldhuizen en Tamara Elbaz ontwikkelden ze in 2012 een kledinglijn voor Lakeside gevolgd door de little orange dress. Door een zakelijk conflict verliet Veldhuizen het trio en gingen Tailor en Elbaz door met hun samenwerking door samen het label Tailor&Elbaz in 2014 te starten. Tailor was actief als creative en Elbaz deed het zakelijke aspect. In 2016 verliet Elbaz in goed overleg het bedrijf. Het bedrijf ging verder onder de naam MJT group met als label Maria Tailor, maar in 2019 werd het label gestopt. Tailor's toenmalige vriend Jeroen van den Berg was inmiddels financieel eigenaar en hierdoor rechtmatige eigenaar van het label. Na het beëindigen van hun relatie in 2017 ging het zakelijk ook niet goed en wist Tailor in 2019 haar merknaam, url en webshop terug in eigen beheer te krijgen. De huidige voorraad, collecties en bedrijfspand bleven in beheer van Van den Berg.
In 2020 maakte Tailor een doorstart met Maria Tailor HQ. Hoewel ze in The Real Housewives of Amsterdam gevolgd wordt met haar modelabel is er echter sinds 2022 geen nieuwe collectie meer verschenen.

### Televisie
Tailor deed in 2007 mee aan de selectie voor het derde seizoen van Holland's Next Top Model. Ze viel af in de laatste voorselectieronde.
Tailor ontwikkelde in 2010 haar eigen realityprogramma; Modemeisjes met een missie. Later werd duidelijk dat de show deels gescript was. In 2016 kreeg ze samen met haar toenmalige vriend een eigen web-realityserie GetClose2 Maria Tailor. Deze show liep af nadat haar relatie minder stabiel was. In 2022 werd ze gecast als een van de zeven orginele housewives in The Real Housewives of Amsterdam.
Daarnaast was ze te zien in Shopping Queens VIPS (2015), Kerels met een kleintje (2015), First Dates VIPS (2021) en Beste Kijkers (2024).
In 2024 deed ze mee aan Special Forces VIPS. Tailor  bleef als laatste vrouw over en werd uiteindelijk weggestuurd door de makers voor haar eigen gezondheid.
In augustus was Tailor te gast als kandidaat in Moordfeest en vanaf september 2024 krijgt Tailor samen met Tamara Elbaz hun eigen show, Tamara & Maria's Therapy Trip. Hierin gaan Tailor en Elbaz samen met verschillende bekende Nederlanders verschillende soorten therapieën volgen vanuit een villa op Ibiza. Ook was Tailor in 2024 te zien in Vier handen op één buik als begeleider van een tienermoeder. Daarnaast deed ze datzelfde jaar mee aan het televisieprogramma Ons kent Ons. Ook stond Tailor in 2024 centraal in een aflevering van het televisieprogramma Who's that girl?. Tevens deed Tailor in 2024 mee aan het televisieprogramma 30 Seconds.
In 2025 deed Tailor mee aan het televisieprogramma Marble Mania.

### Muziek
Voor het programma Modemeisjes met een missie brachten Tailor, Veldhuizen en ELbaz de titlesong "Girls On a Mission" als Modemeisjes uit.
Op 8 maart 2024 bracht Tailor haar eerste eigen geschreven single "Never Stop" uit.

## Discografie
| Single met eventuele hitnotering(en) in de Nederlandse Top 40 | Datum van verschijnen | Datum van binnenkomst | Hoogste positie | Aantal weken | Opmerkingen     |
| ------------------------------------------------------------- | --------------------- | --------------------- | --------------- | ------------ | --------------- |
| Girls On a Mission                                            | 29-04-2011            |                       |                 |              | Met Modemeisjes |
| Never Stop                                                    | 08-03-2024            |                       |                 |              |                 |

## Privé
Tailor heeft een dochter en een zoon, maar is niet meer samen met de vader Jeroen van den Berg.
Tijdens De Reünie van het eerste seizoen van The Real Housewives of Amsterdam werd bekend dat Tailor lijdt aan een aandoening waarbij haar haren uitvallen. Hierdoor draagt ze altijd een haarprothese, pruiken, extentions of andere haarstukken. Ook haar wenkbrauwen zijn door deze aandoening uitgevallen.